# アーネスト・ヘンリー・スターリング
アーネスト・ヘンリー・スターリング(Ernest Henry Starling ;1866年4月17日 - 1927年5月2日)は、イギリスの生理学者で、この分野に多くの基本的なアイデアを提供した。これらのアイデアは、当時世界をリードしていた英国の生理学への貢献の中でも重要であった。
王立協会より、1904年クルーニアン・メダル、1913年ロイヤル・メダル受賞。同年に王立協会フェロー選出。

## 主要業績
彼は少なくとも4つの重要な貢献をした。 
また英語圏における重要な生理学の教科書を執筆している。

1. 毛細血管では，水は静水圧によって壁の孔から押し出され，血漿タンパク質の浸透圧によって押し込まれる。 これらの相反する力がほぼ均衡することをスターリングの原理という。
2. 義理の兄弟であるウィリアム・ベイリスとともに、ホルモンであるセクレチンを発見し、ホルモンという言葉を導入したこと。
3. ポンプとしての心臓の働きを分析し、フランク・スターリングの心臓の法則として知られる、法則を得た。
4. 腎臓の働きに関するいくつかの基本的な観察。抗利尿ホルモンであるバソプレシンの存在を証明したことなどである。

## 子孫
ひ孫の2人、ボリス・スターリング（1969年生まれ）とベリンダ・スターリング（1972-2006年）は、共に作家である。

## 参考
- Henderson, John (2005), A life of Ernest Starling, New York: Published for the American Physiological Society by Oxford University Press, ISBN 978-0-19-517780-0
- Fye, W Bruce (2006), “Ernest Henry Starling”, Clinical Cardiology 29 (4):  pp. 181–182, Apr 2006, doi:10.1002/clc.4960290413, PMC 6653901, PMID 16649731
- Henriksen, Jens H (2005), “Ernest Henry Starling (1866–1927): the scientist and the man”, Journal of Medical Biography 13 (1):  pp. 22–30, Feb 2005, doi:10.1177/096777200501300107, PMID 15682229
- Katz, Arnold M (2004), “Ernest Henry Starling: medical educator”, The Pharos of Alpha Omega Alpha-Honor Medical Society. Alpha Omega Alpha 67 (4):  pp. 14–21, PMID 15625946
- Katz, Arnold M (2002), “Ernest Henry Starling, his predecessors, and the "Law of the Heart"”, Circulation 106 (23):  pp. 2986–2992, 3 Dec 2002, doi:10.1161/01.CIR.0000040594.96123.55, PMID 12460884
- Tucci, P J (1992), “[Ernest Henry Starling—the scientist, the educator, and the fundamental law of the heart]”, Arq. Bras. Cardiol. 58 (4):  pp. 296–302, Apr 1992, PMID 1340699
- Fye, W B (1983), “Ernest Henry Starling, his law and its growing significance in the practice of medicine”, Circulation 68 (5):  pp. 1145–1148, Nov 1983, doi:10.1161/01.CIR.68.5.1145, PMID 6352082
- “Ernest Henry Starling (1866–1927)”, Triangle; the Sandoz Journal of Medical Science 7 (5):  165, (1966), ISSN 0041-2597, PMID 5328520
- Bean, W B (1963), “Ernest Henry Starling, the clinician's physiologist, with an aside on wandering navels”, Arch. Intern. Med. 111:  pp. 403–5, Apr 1963, doi:10.1001/archinte.1963.03620280003001, PMID 13969932